# Wocknin-See
Wocknin-See este o arie protejată (arie specială de conservare — SAC, sit de importanță comunitară — SCI) din Germania întinsă pe o suprafață de 52 ha, integral pe uscat.

## Localizare
Centrul sitului Wocknin-See este situat la coordonatele 54°00′37″N 14°03′54″E / 54.0103°N 14.065°E.

## Înființare
Situl Wocknin-See a fost declarat sit de importanță comunitară în decembrie 1999 pentru a proteja 1 specie de animale. Situl a fost protejat și ca arie specială de conservare în august 2016.

## Biodiversitate
Situată în ecoregiunea continentală, aria protejată conține 4 habitate naturale: Dune împădurite din regiunile atlantică, continentală și boreală, Ape puternic oligomezotrofe cu vegetație bentonică cu Chara spp., Mlaștini calcaroase cu Cladium mariscus și specii de Caricion davallianae, Mlaștini împădurite.
La baza desemnării sitului se află o specie protejată de  nevertebrate: Vertigo moulinsiana